# Sophronica koreana
Sophronica koreana là một loài bọ cánh cứng trong họ Cerambycidae.